# Aromânii din Serbia
Aromânii din Serbia (în aromână armãnji sau rrãmãnji; în sârbă Аромуни / Aromuni sau Армани / Armani), cunoscuți îndeosebi sub numele de „țințari” (în sârbă Цинцари / Cincari) și uneori ca „vlahi” (în sârbă Власи / Vlasi), sunt o minoritate etnică aromână nerecunoscută din Serbia. Din punct de vedere istoric, ei au fost un grup etnic izolat care s-a concentrat pe păstrarea culturii, limbii și identității lor și pe practicarea păstoritului nomad⁠(d). Totuși, începând din a doua jumătate a secolului al XX-lea, etnicii aromâni din Serbia au abandonat treptat practica păstoritului nomad și au migrat către orașe, unde au fost supuși asimilării.
Mulți aromâni au venit de câteva secole în Serbia după ce au părăsit orașul Moscopole (astăzi un sat din Albania). Acest oraș a fost o lungă perioadă centrul economic și cultural al aromânilor, devenind chiar al doilea oraș ca număr al populației din Imperiul Otoman, dar a fost jefuit și distrus spre sfârșitul secolului al XVIII-lea de bandele lui Ali Pașa din Ioannina. Mulți locuitori ai acestui oraș au migrat către nord, ajungând în diverse orașe europene, inclusiv în unele din actualul stat Serbia, precum Belgrad, Novi Sad și Zemun. După sosirea lor în Serbia, aromânii au început să fie numiți „țințari” de către sârbi, nume pe care au ajuns să-l adopte și pe care insistă în prezent să fie folosit cu referire la ei. Astăzi, aromânii din Serbia nu formează comunități compacte nicăieri în țară și trăiesc împrăștiați pe tot teritoriul ei, mai ales în unele orașe sârbești precum Knjaževac, Panciova, Semendria și, în special, Belgrad și Niș.
Comunitatea aromână din Serbia numără, potrivit unor estimări, 5.000, 10.000 sau 15.000 de persoane, dar, cu toate acestea, numai 243 de persoane s-au declarat etnici „țințari” (aromâni) la recensământul sârbesc din 2011⁠(d). Acesta este motivul pentru care aromânii nu au fost încă recunoscuți ca minoritate națională a Serbiei, deoarece o comunitate trebuie să aibă un număr minim de 300 de persoane pentru a primi acest statut. Acest prag a fost atins la recensământul din 2022⁠(d), în care 327 de persoane au declarat că sunt etnici aromâni.
În prezent, există o organizație culturală⁠(d) cunoscută sub numele de Societatea Sârbo-Aromână Lunjina, care are scopul de proteja minoritatea aromână din Serbia și de a conserva obiceiurile, cultura, limba, numele și tradițiile acesteia.